# キーストーン・パートナース
キーストーン・パートナース（Keystone Partners Co., Ltd.）は、日本において企業再生および成長支援を目的とするプライベート・エクイティ・ファンドの運営を行う非上場企業。
創業は2009年。創業者で、現代表取締役の堤智章は、三和銀行（現三菱UFJ銀行）に入行し、投資銀行業務に従事。
企業再生・成長支援ファンド（投資事業有限責任組合）の管理・運営を主業としている。金融機関が対応困難とする案件や、スポンサーの招聘が難しい再生案件、あるいは成長可能性を秘めた中堅・中小企業への支援を行っている。累計投資実行額は1,400億円を超え、投資対象においては上場・非上場の別を問わず、少数株主持分の取得にも対応している。また、事業承継や資本政策支援も数多く手がけている。
ファンドの運営においては、投融資企業への経営参画支援により安定的なインカムゲインを確保し、早期の分配を実現している。メザニンファイナンスや動産担保融資（Asset Based Lending、ABL）などを用いた柔軟な投資スキームも特徴である。

## 沿革と提携関係
2020年10月、SBIファイナンシャルサービシーズが株式の33.4%を取得し、SBIホールディングスの持分法適用会社となった。
2024年10月、政策保有株式を巡る課題解決を目的に、M&Aキャピタルパートナーズと紹介契約を締結。